# العلاقات الصومالية البيروية
العلاقات الصومالية البيروفية هي العلاقات الثنائية التي تجمع بين الصومال وبيرو.

## مقارنة بين البلدين
هذه مقارنة عامة ومرجعية للدولتين:
| وجه المقارنة                                              | الصومال                        | بيرو                                   |
| --------------------------------------------------------- | ------------------------------ | -------------------------------------- |
| المساحة (كم2)                                             | 637.66 ألف                     | 1.29 مليون                             |
| عدد السكان (نسمة)                                         | 14.74 مليون                    | 32.16 مليون                            |
| الكثافة السكانية (ن./كم²)                                 | 23.12                          | 24.93                                  |
| العاصمة                                                   | مقديشو                         | ليما                                   |
| اللغة الرسمية                                             | اللغة الصومالية، اللغة العربية | اللغة الإسبانية، اللغة الأيمرية، كتشوا |
| العملة                                                    | شلن صومالي                     | سول بيروفي جديد                        |
| الناتج المحلي الإجمالي (بليون دولار)                      | 7.37 مليار                     | 211.39 مليار                           |
| الناتج المحلي الإجمالي (تعادل القوة الشرائية) بليون دولار |                                | 393.13 مليار                           |
| الناتج المحلي الإجمالي الاسمي للفرد دولار أمريكي          | 549                            | 6.03 ألف                               |
| الناتج المحلي الإجمالي للفرد دولار أمريكي                 |                                | 11.99 ألف                              |
| مؤشر التنمية البشرية                                      |                                | 0.740                                  |
| رمز المكالمات الدولي                                      | +252                           | +51                                    |
| رمز الإنترنت                                              | .so                            | .pe                                    |
| المنطقة الزمنية                                           | ت ع م+03:00                    | توقيت بيرو، 00                         |

## منظمات دولية مشتركة
يشترك البلدان في عضوية مجموعة من المنظمات الدولية، منها:
| علم المنظمة | اسم المنظمة                               | تاريخ انضمام الصومال | تاريخ انضمام بيرو |
| ----------- | ----------------------------------------- | -------------------- | ----------------- |
|             | مؤسسة التنمية الدولية                     | 31 أغسطس 1962        | 30 أغسطس 1961     |
|             | يونسكو                                    | 15 نوفمبر 1960       | 21 نوفمبر 1946    |
|             | الأمم المتحدة                             | 20 سبتمبر 1960       | 31 أكتوبر 1945    |
|             | الفريق المعني برصد الأرض                  | ?                    | ?                 |
|             | الاتحاد البريدي العالمي                   | ?                    | ?                 |
|             | البنك الدولي للإنشاء والتعمير             | 31 أغسطس 1962        | 31 ديسمبر 1945    |
|             | الاتحاد الدولي للاتصالات                  | 28 سبتمبر 1962       | 12 يوليو 1915     |
|             | منظمة حظر الأسلحة الكيميائية              | ?                    | ?                 |
|             | مؤسسة التمويل الدولية                     | 31 أغسطس 1962        | 20 يوليو 1956     |
|             | المركز الدولي لتسوية المنازعات الاستشارية | 30 مارس 1968         | 8 سبتمبر 1993     |
|             | منظمة الشرطة الجنائية الدولية             | ?                    | ?                 |

## وصلات خارجية
- موقع وزارة الخارجية الصومالية
- موقع وزارة الخارجية البيروفية